# Vechten
Vechten est un petit village situé dans la commune néerlandaise de Bunnik, dans la province d'Utrecht. Le 1er janvier 2004, le village comptait 130 habitants.
La localité est très ancienne : à l'époque romaine, il s'y trouvait le castellum de Fectio.